# Jellycat
Jellycat是一家英国毛絨玩具和家居装饰公司，以其毛绒玩具和收藏属性闻名。1999年，该公司由托马斯·加塔克（Thomas Gatacre）和威廉·加塔克（William Gatacre）兄弟在伦敦创立，并于2001年扩展业务至明尼阿波利斯，成立了Jellycat Inc.。该公司主要销售毛绒玩具，但也销售书籍、婴儿用品、包袋及其他配饰。Jellycat的产品不仅涵盖了传统的毛绒玩具，如兔子和熊，还有更具趣味性的系列，其中包括微笑的植物和食物玩偶。
截至2024年，Jellycat当代系列中生产时间最长的产品是，已有21年的历史。2024年2月，Jellycat在波士顿当代艺术学院（Institute of Contemporary Art）举办了庆祝公司成立25周年的庆典活动。

## 流行
Jellycat的玩具不仅受到儿童的喜爱，也受到成人收藏者的关注。
新冠肺炎疫情期间，Jellycat的受欢迎程度被拿来与相比较，后者在同一时期的销量和知名度也大幅提升。Jellycat的产品在社交媒体上有着显著的影响力，据报道，其在TikTok上的浏览量已达数十亿次。
Jellycat分别在2015年和2018年获得了颁发的（玩具类）。2020年，该公司还荣获了的杰出成就奖。